# The Beatles Book

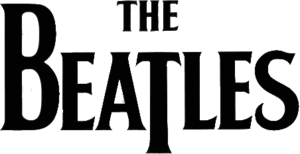
Logo des Beatles.

The Beatles Book (ou Beatles Monthly) est un magazine fondé en 1963 et consacré au groupe britannique The Beatles. Le premier numéro est sorti en août 1963 et la publication a continué jusqu'à l'édition de décembre 1969, pour un total de 77 numéros. Le magazine est réédité en 1977, jusqu'en 2003 où cesse toute publication. 

## Histoire
Au début de l'année 1963, l'éditeur Sean O'Mahony, qui a déjà publié Beat Instrumental, un magazine consacré à la musique, entend le Please Please Me des Beatles, et demande à leur manager Brian Epstein l'autorisation de publier un magazine consacré au groupe. Ayant obtenu leur accord, O'Mahony lance la première édition en août 1963, imprimée à 80 000 exemplaires. À la fin de l'année, le tirage s'élève à 300 000 copies avec un coût d’abonnement annuel de 5 shillings (2$ aux États-Unis à partir de 1964). O'Mahony édite le magazine sous le pseudonyme Johnny Dean. L'édition du mois de décembre inclura un enregistrement humoristique de Noël sur flexi disc effectué par le groupe.
La photographe du Beatles Monthly, Leslie Bryce, jouit d'un accès privilégié au groupe pendant toute la décennie, voyageant et prenant des milliers d'images. De plus, Neil Aspinall et Mal Evans, assistants et amis proches des Beatles, écrivent beaucoup d'articles pour le mensuel et Freda Kelly, la responsable du fan-club, y écrit une lettre d'information à ses « Beatle People ». Des bandes-dessinées et des caricatures sont aussi régulièrement fournies par l'artiste Bob Gibson.
En mai 1976, Sean O'Mahony relance le magazine en republiant les 77 numéros originaux, augmentés de pages consacrées aux actualités récentes des Beatles, qui sont officiellement séparés depuis 1970. La réédition prend fin en septembre 1982, justement au moment où l'intérêt pour les Beatles est important, grâce à l'imminent vingtième anniversaire de leur premier single, Love Me Do. En conséquence, la publication du magazine est maintenue jusqu'en janvier 2003 (321 numéros), lorsqu'elle cesse à nouveau.

## Autour du magazine
- La rédactrice Anne Collignham est un rédactrice fictive, inventée par Tony Barrow (en). Lorsque sa photo était nécessaire, un des personnel de NEMS était alors photographié
- Le film documentaire Good Ol’ Freda, réalisé en 2013 par Ryan White, raconte la carrière de la responsable du fan club du groupe, Freda Kelly[4].